# Постоянный наблюдатель Святого Престола при отделении ООН и специализированных учреждений ООН в Женеве
Постоянный наблюдатель Святого Престола при отделении Организации Объединённых Наций и специализированных учреждений Организации Объединённых Наций в Женеве — представитель Папы римского и Римско-католической церкви при Европейском отделении Организации Объединённых Наций в Женеве, в Швейцарии. 
У Церкви также есть представитель в штаб-квартире Организации Объединённых Наций в Нью-Йорке, который известен как Постоянный наблюдатель Святого Престола при Организации Объединённых Наций.
Постоянный наблюдатель имеет дипломатический ранг Апостольского нунция и церковный титул титулярного архиепископа.

## Постоянные наблюдатели Святого Престола при отделении ООН и специализированных учреждений ООН в Женеве
- священник Анри де Ритматтен — (1967—1971);
- священник Сильвио Луони — (1971 — 15 мая 1978 — назначен апостольским про-нунцием в Таиланде);
- архиепископ Жан-Эдуар-Люсьен Рупп — (1978—1980, в отставке);
- архиепископ Эдоардо Ровида — (7 марта 1981 — 26 января 1985 — назначен апостольским нунцием в Швейцарии);
- архиепископ Хусто Мульор Гарсия — (3 марта 1985 — 30 ноября 1991 — назначен апостольским нунцием в Латвии, Литве и Эстонии);
- архиепископ Поль Фуад Табет — (1991 — март 1995 — назначен апостольским нунцием в Греции);
- архиепископ Джузеппе Бертелло — (март 1995 — 27 декабря 2000 — назначен апостольским нунцием в Мексике);
- архиепископ Диармайд Мартин — (17 января 2001 — 3 мая 2003 — назначен коадъютором архиепископа Дублина);
- архиепископ Сильвано Мария Томази C.S. — (10 июня 2003 — 13 февраля 2016, в отставке);
- архиепископ Иван Юркович — (13 февраля 2016 — 5 июня 2021 — назначен апостольским нунцием в Канаде);
- архиепископ Фортунатус Нвачукву — (17 декабря 2021 — 15 марта 2023 — назначен секретарём Секции евангелизации Дикастерии по Евангелизации);
- архиепископ Этторе Балестреро — (21 июня 2023 — по настоящее время).